# Sen sen no sen
Sen sen no sen (先々の戦, antes del ataque), o sensen no sente (戦線の先手,  	
anticiparse al movimiento), es un concepto y una técnica de las artes marciales de Japón que consiste en adoptar un comportamiento preventivo al opositor y, al menor trazo de actitud agresiva, se hace una técnica de defensa. Eso, pero, no significa simplemente que basta actuar primero que el oponente o que vaya a actuarse a cualquier instante, pero significa que se debe estar atento a la postura ajena y, solamente cuando el golpe sea hecho, se hace la interceptación de su movimiento para obstruir la fuerza de él, de forma que la energía vuelva completamente.